# The Jackson 5 Christmas Album
The Jackson 5 Christmas Album è un album di musica natalizia, e il quarto album in studio, del gruppo musicale statunitense Jackson 5, pubblicato il 15 ottobre 1970 dalla Motown. 
Nel 2009 ne venne realizzata un'edizione speciale rimasterizzata chiamata Ultimate Christmas Collection con l'aggiunta di vari extra fra i quali la canzone Little Christmas Tree, registrata originariamente dai fratelli nel 1973 per la compilation A Motown Christmas e, in seguito, aggiunta alla tracklist a partire dalla Remastered Edition del 2003.

## Descrizione

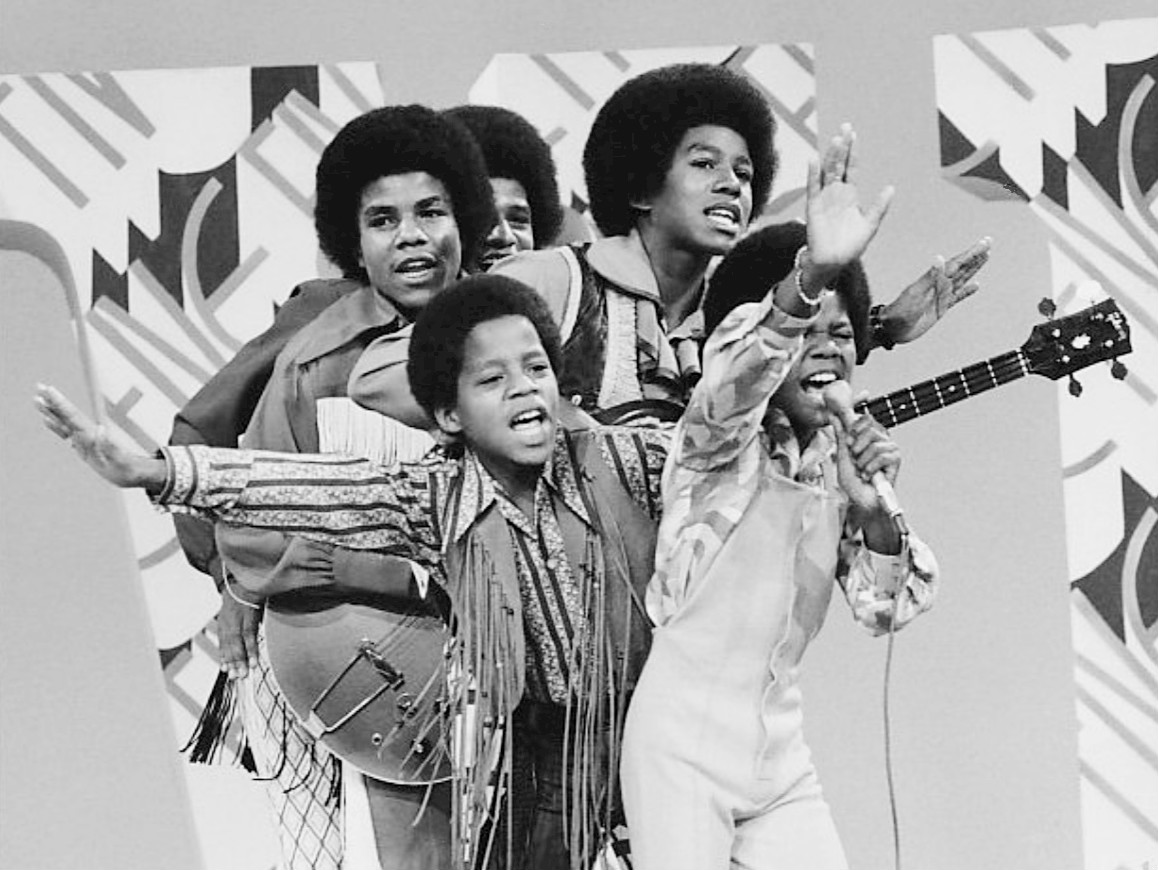
I Jackson 5 nel 1970

Dopo il grande successo riscontrato dai primi tre album della band, la casa discografica ritenne fosse giunto il momento di realizzare un album natalizio composto sia da canzoni classiche che originali cantate dai cinque fratelli. Nell'album è inclusa anche la versione di Santa Claus Is Coming to Town interpretata dai Jackson 5, che ebbe un grande successo una volta pubblicata come singolo. Le versioni dei Jackson di I Saw Mommy Kissing Santa Claus e Santa Claus Is Coming to Town, oltre ad essere state un grande successo all'epoca, sono rimaste tra le più trasmesse a livello radiofonico durante il periodo natalizio anche nel corso dei decenni successivi.
L'album rimase per quattro settimane al primo posto nella classifica speciale degli album di Natale della rivista Billboard, pubblicata nel dicembre 1970, diventando così l'album di Natale più venduto di quell'anno, e anche dell'anno 1972, negli Stati Uniti. Questo perché, nonostante l'album fosse stato un best seller e avesse il potenziale per classificarsi in cima alla classifica dei migliori LP di Billboard negli Stati Uniti, dal 1963 al 1973 gli album natalizi non potevano classificarsi al suo interno. L'album è stato elogiato dalla critica musicale.

## Tracce
1. Have Yourself A Merry Little Christmas – 5:19 (Blane, Martin)
2. Santa Claus Is Coming to Town – 2:24 (Coots, Gillespie)
3. The Christmas Song – 5:15 (Torme, Wells)
4. Up on the Housetop – 3:18 (Hanby)
5. Frosty the Snowman – 2:34 (Nelson, Rollins)
6. The Little Drummer Boy – 3:15 (Davis, Onorati, Simeone)
7. Rudolph the Red-Nosed Reindeer – 2:32 (Marks)
8. Christmas Won't Be the Same This Year – 2:31 (Sawyer, Ware)
9. Give Love on Christmas Day – 2:44 (Gordy, Mizell, Perren, Richards)
10. Someday at Christmas – 2:44 (Miller, Wells)
11. I Saw Mommy Kissing Santa Claus – 3:01 (Connors)
12. Little Christmas Tree (aggiunta nella Remastered Edition del 2003) – 3:37 (Clinton, Wayne)

### Tracce extra nellaUltimate Christmas Collectiondel 2009
1. Season's Greetings from Michael Jackson (Auguri natalizi da parte di Michael Jackson) – 0:09
2. Little Christmas Tree – 3:37
3. Season's Greetings from Tito Jackson (Auguri natalizi da parte di Tito Jackson) – 0:06
4. Up on the Housetop (DJ Spinna Re-Edit) – 5:00
5. Season's Greetings from Jackie Jackson (Auguri natalizi da parte di Jackie Jackson) – 0:07
6. Rudolph the Red-Nosed Reindeer (Stripped Mix) – 3:04
7. Season's Greetings from Jermaine Jackson (Auguri natalizi da parte di Jermaine Jackson) – 0:07
8. Someday at Christmas (Stripped Mix) – 2:44
9. Give Love on Christmas Day (acappella version) – 3:37
10. J5 Christmas Medley – 3:51
11. Santa Claus Is Comin' to Town – 2:24
12. Up on the House Top – 3:18
13. Frosty the Snowman – 2:34
14. I Saw Mommy Kissing Santa Claus – 3:01
15. We Wish You a Merry Christmas